# К-44 «Рязань»
К-44 «Ряза́нь» — атомная ракетная подводная лодка проекта 667БДР «Кальмар», входила в состав Тихоокеанского флота России.

## Постройка
23 января 1979 года зачислена в списки кораблей ВМФ. Заложена на стапелях МП «Севмаш» в Северодвинске 31 января 1980 года. Спуск на воду состоялся 19 января 1982 года, 17 сентября того же года вошла в строй, а 18 сентября торжественно поднят Военно-морской флаг СССР. Эта дата объявлена годовым праздником корабля. Некоторые источники ошибочно причисляют К-44 к проекту 667БДРМ «Дельфин». Эта путаница произошла из-за того, что К-44, по плану, должна была стать первым корпусом этого проекта, но в силу того, что проект к моменту закладки «Рязани» не был окончательно доведён до рабочей стадии, то было решено построить её по проекту 667БДР «Кальмар». Однако, в части радиотехнического вооружения, на К-44 уже имелась буксируемая ГАС «Аврора», спектроанализатор «Аякс», система подводного радиоприема «Фосфор» и некоторые другие средства и системы, заложенные в проекте 667БДРМ.

## Служба
24 ноября 1982 года К-44 включена в состав Северного флота 13-й ДПЛ 3 ФлПЛ КСФ с базированием в губе Оленья.
В 1990 году вошла в состав 31-й ДПЛ 3 ФлПЛ КСФ с базированием в губе Ягельная. С 27 января 1992 года по 21 августа 1994 года прошла средний ремонт на «Звездочке».
В мае 1995 года К-44 произвела из акватории Баренцева моря пуск ракеты-носителя «Волна» в рамках международной программы Elrabeck.
7 июня 1995 года К-44 совершила запуск ракеты, попавший в книгу рекордов Гиннесса как первый случай «ракетной почты», самой быстрой в мире — спускаемый модуль с научной аппаратурой и почтой, запущенный из Баренцева моря, через 20 минут, пролетев более 5000 миль, приземлился на Камчатке.
В 1996 году К-44 завоевала приз ГК ВМФ по ракетной подготовке.
10 февраля 1998 года К-44 получила почётное именование «Рязань».
12 июля 2002 года произвела запуск по баллистической траектории РН «Волна» с экспериментальным космическим аппаратом «Демонстратор-2».
В 2005—2007 годах находилась на сервисном обслуживании по продлению межремонтных сроков на ФГУП МП «Звёздочка» в Северодвинске. 25 сентября 2007 года выведена из дока после сервисного обслуживания.
1 августа 2008 года осуществила успешный пуск межконтинентальной баллистической ракеты из акватории Баренцева моря из подводного положения. Далее К-44 была перечислена в состав Тихоокеанского флота, и в сентябре того же года совершила межфлотский переход на Дальний восток. 30 сентября завершила переход и ошвартовалась в Вилючинске.
С 2011 года находилась на ремонте и модернизации на ДВЗ «Звезда». По состоянию на 30 апреля 2015 года, на подводной лодке был начат доковый ремонт. 15 февраля 2017 года «Рязань» вернулась в пункт постоянного базирования Вилючинск после ремонта и модернизации.
В 2017 году по итогам первенства на приз Главнокомандующего Военно-Морским Флотом экипаж завоевал переходящий приз главкома ВМФ за выполнение стрельб баллистическими ракетами.
С 2019 года К-44 осталась единственной лодкой своего проекта, находящейся в строю.
8 ноября 2020 года к стоявшей в Вилючинске «Рязани» подплыли и забрались на её корпус медведица с медвежонком. Моряки расстреляли их из карабина «Сайга», не найдя другого способа отогнать животных так, чтобы они не представляли опасности для людей в близлежащих поселениях.
В 2023 году списана, ожидает утилизации.